# (9,10-二氢蒽-9,10-二基)三(四氢呋喃)合镁
(9,10-二氢蒽-9,10-二基)三(四氢呋喃)合镁是一种有机镁化合物，化学式为C26H34MgO3。它可通过加热镁与蒽的四氢呋喃溶液得到。它是橙色固体，溶于四氢呋喃后得到黄色溶液。
(9,10-二氢蒽-9,10-二基)三(四氢呋喃)合镁可以提供[C14H10]2-碳负离子，它和亲电试剂（如酮、二氧化碳、有机锡氯化物、有机铝氯化物等）反应，得到二氢蒽的衍生物C14H10E2。乙烯可以插入其中一个Mg–C键。氢气与之反应生成氢化镁。它和溴乙烷在−5~0 °C反应，可以得到9,10-二乙基-9,10-二氢蒽（顺:反=29:71）。
它在90~150 °C真空中分解，生成镁、蒽和四氢呋喃，其中生成的镁的反应活性很高，可在空气中自燃。它可用于制备一些全氟烃的格氏试剂。